# Веллінгтон (Юта)
Веллінгтон (англ. Wellington) — місто (англ. city) в США, в окрузі Карбон штату Юта. Населення — 1605 осіб (2020).

## Географія
Веллінгтон розташований за координатами 39°32′1″ пн. ш. 110°44′3″ зх. д. / 39.53361° пн. ш. 110.73417° зх. д. (39.533493, -110.734292).  За даними Бюро перепису населення США в 2010 році місто мало площу 13,28 км², уся площа — суходіл.

## Демографія
Згідно з переписом 2010 року, у місті мешкало 1676 осіб у 602 домогосподарствах у складі 452 родин. Густота населення становила 126 осіб/км².  Було 676 помешкань (51/км²).
Расовий склад населення:
| - 92,1 % — білих - 1,4 % — корінних американців - 0,5 % — чорних або афроамериканців - 0,4 % — азіатів - 0,1 % — вихідців з тихоокеанських островів - 2,9 % — осіб інших рас |

До двох чи більше рас належало 2,6 %. Частка іспаномовних становила 10,9 % від усіх жителів.
За віковим діапазоном населення розподілялося таким чином: 29,3 % — особи молодші 18 років, 57,6 % — особи у віці 18—64 років, 13,1 % — особи у віці 65 років та старші. Медіана віку мешканця становила 33,0 року. На 100 осіб жіночої статі у місті припадало 96,9 чоловіків;  на 100 жінок у віці від 18 років та старших — 92,7 чоловіків також старших 18 років.
Середній дохід на одне домашнє господарство  становив 51 449 доларів США (медіана — 42 589), а середній дохід на одну сім'ю — 54 857 доларів (медіана — 47 143). Медіана доходів становила 45 000 доларів для чоловіків та 22 917 доларів для жінок. За межею бідності перебувало 19,8 % осіб, у тому числі 30,8 % дітей у віці до 18 років та 1,3 % осіб у віці 65 років та старших.
Цивільне працевлаштоване населення становило 792 особи. Основні галузі зайнятості: роздрібна торгівля — 24,6 %, освіта, охорона здоров'я та соціальна допомога — 18,8 %, сільське господарство, лісництво, риболовля — 10,4 %, мистецтво, розваги та відпочинок — 8,2 %.